# Rumble Pak

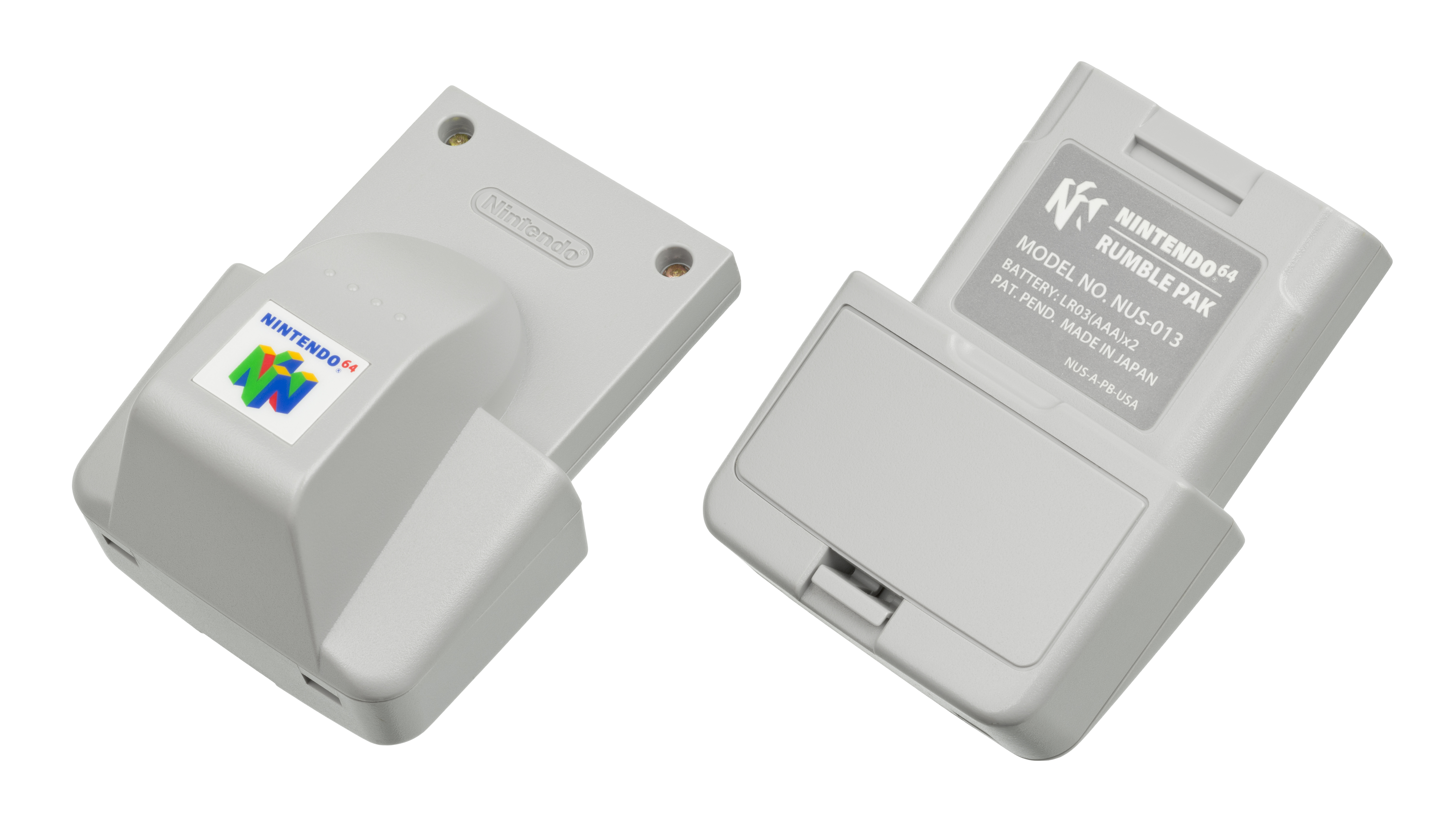
Rumble Pak de um Nintendo 64.

Rumble Pak é um acessório que produz vibrações lançado originalmente para o Nintendo 64 em dezembro de 1997 e para o Nintendo DS/DS Lite pela Nintendo. O acessório é acoplado no controle do console, fazendo com que, em certos jogos, haja um tremor do controle em resposta a estímulos do jogo, como levar um tiro ou cair no chão.

## Nintendo 64

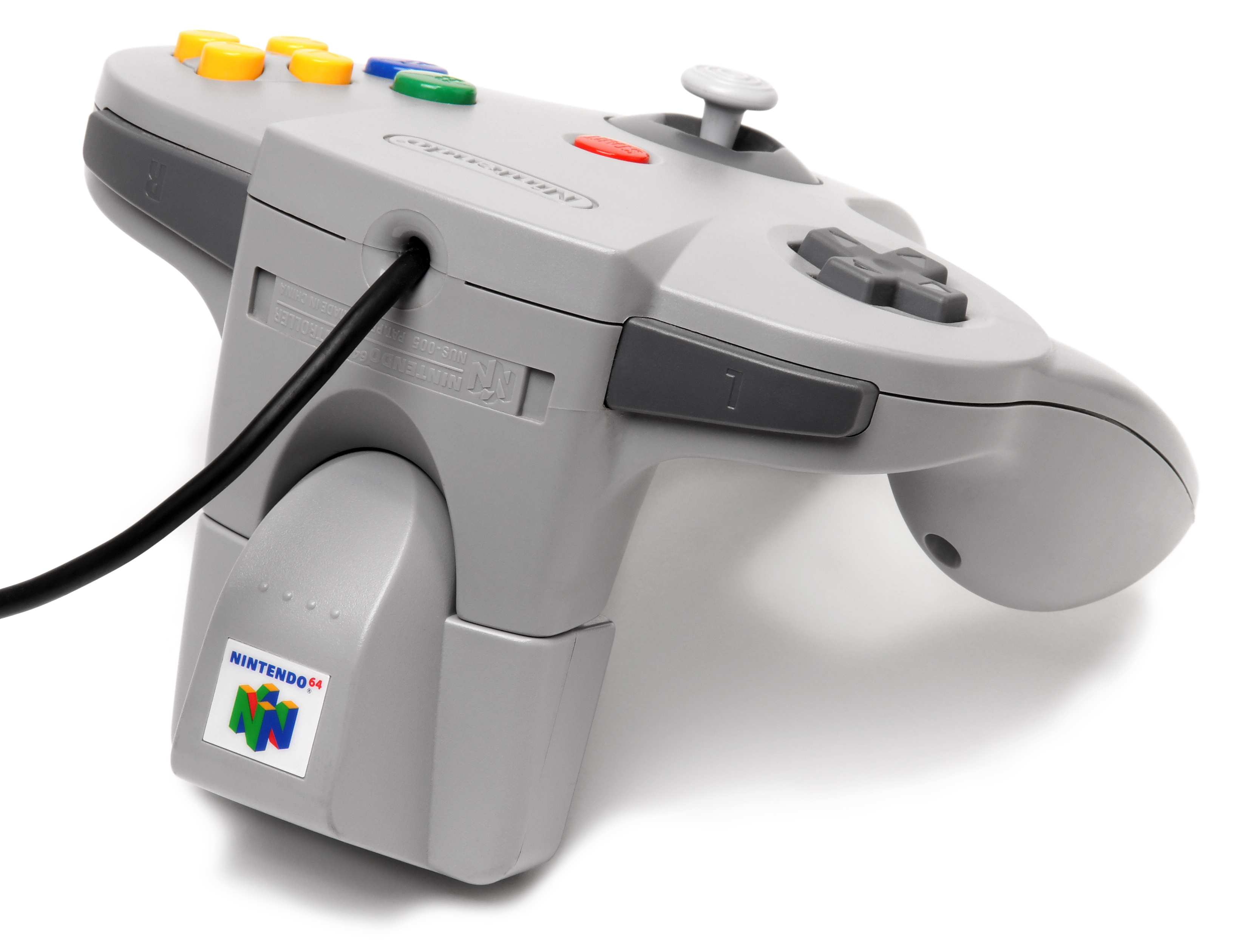
Controle do Nintendo 64 com um Rumble Pak acoplado.

O Rumble Pak foi introduzido e usado pela primeira vez no Star Fox 64 em um pacote especial, incluindo o acessório mais o jogo.
Apesar do Rumble Pak ser de certa forma inovador e revolucionário, ainda dependia de 2 pilhas AAA para produzir seu efeito de vibração. Algumas versões não-oficiais do Rumble Pak não precisavam de pilhas, e usavam o próprio controle como fonte de energia, porém isso limitava a intensidade do acessório. Outras versões não-oficiais também tinham embutidas as funções de vibração mais o salvamento de jogos, enquanto outras versões também permitiam ao jogador escolher a intensidade do acessório. Muitos jogadores reclamavam que o Rumble Pack aumentava muito o peso do controle, causando um certo desconforto; com o avanço da tecnologia o peso dos controles com função vibratória pode ser diminuído.
Depois de Star Fox 64, a maioria dos jogos trouxe suporte ao acessório, em especial jogos de tiro e de ação, que utilizavam mais este recurso.

## Nintendo DS

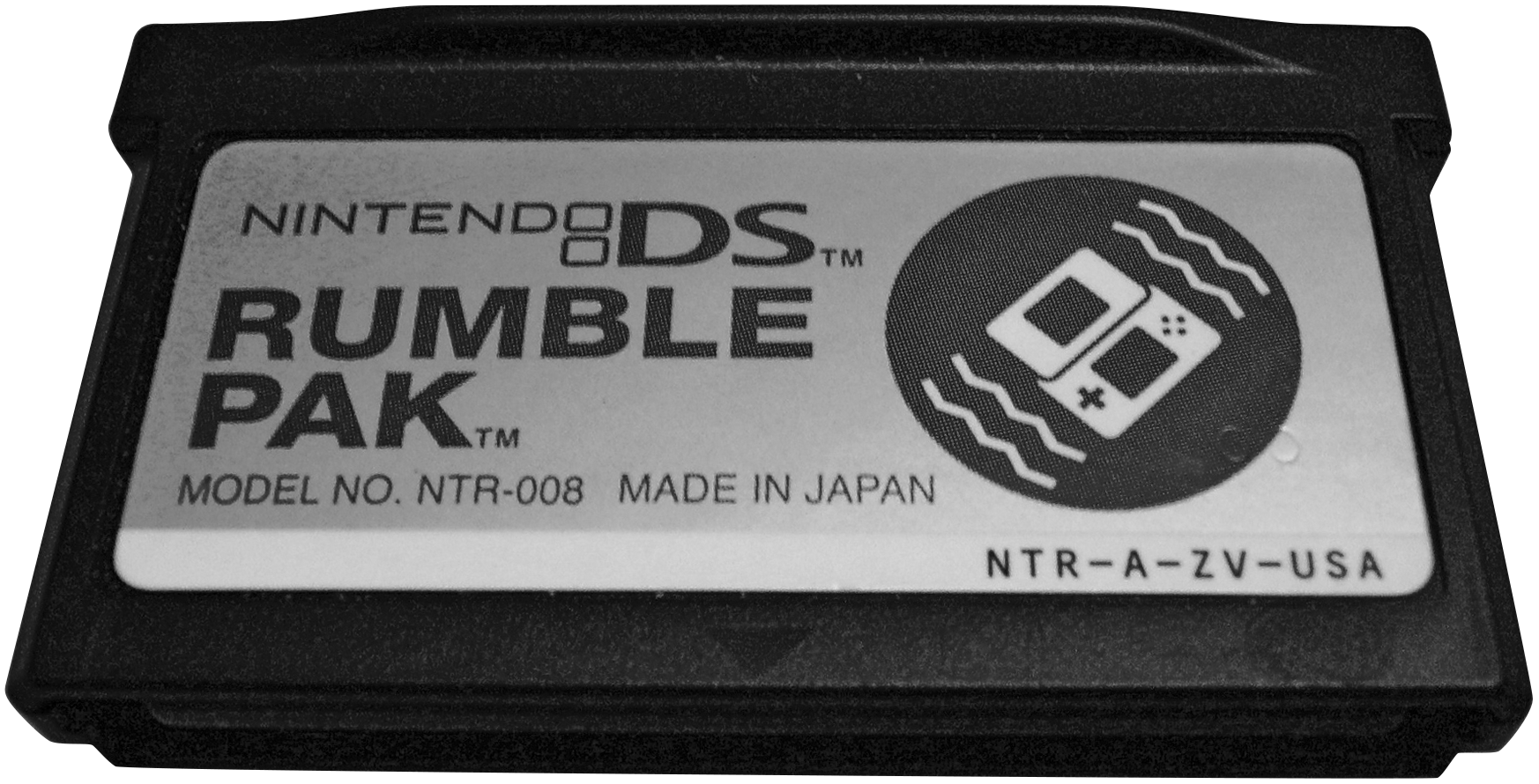
Rumble Pak para Nintendo DS.

O Rumble Pak do Nintendo DS foi lançado em 2005, e acoplado no slot para cartuchos do Game Boy Advance, o primeiro jogo a vir junto com o acessório foi Metroid Prime Pinball, uma versão menor projetada para o tamanho do Nintendo DS Lite foi posteriomente lançada apenas no Japão, o acessório é incompatível com os modelos Nintendo DSi e Nintendo DSi XL devido a ausência do slot para cartuchos do GBA. No total, 51 jogos são compatíveis com o acessório.

## Outros consoles
O controle Dual Shock lançado para o PlayStation no mesmo ano acoplava esta característica, incluindo um motor dentro dele que também vibrava, porém não necessitava de baterias. Na era de 128-bit, todos os controles contam com um sistema de vibração (exceto o Dreamcast, que utilizava um opcional acoplável chamado Jump Pack, e não um motor embutido).
Essa tecnologia derivada da Nintendo pode ser encontrada no PC, PlayStation 2, Xbox, Gamecube. Dos consoles de mesa da nova geração - Wii, Xbox 360 e PlayStation 3 - apenas o Sixaxis, controle do PlayStation 3 não possui a tecnologia de force feedback, que faz tremer o controle. Entretanto, após algumas críticas de usuários que sentiram falta do sistema de vibração, a Sony lançou o DualShock 3, que possui todas as funções do Sixaxis, mais a função de rumble.